# Tobihata-hachimangū
Tobihata-hachimangū (飛幡八幡宮) är en shinto-helgedom i Kitakyūshū, Fukuoka prefektur. Dess shakaku-rang var kensha (prefekturshelgedom), och idag lyder den direkt under Shintoförbundet.

## Dyrkadekami
Hachiman (Jingū kōgō, Ōjin), Himegami, Susanoo och Dōsojin dyrkas här.

## Historia
Helgedomen har sitt ursprung i Kenkyū-perioden (1190-1199) då en förfader till Utsunomiya-klanen vid namn Shigenari förde med sig guden Hachiman från sin hemort till nordöstra delen av Hanao slott i Kitakyūshū. Senare flyttades helgedomen till byn Tobata, och Hachiman blev så småningom skyddgud till byarna Tobata och Nakahara. Under Edo-perioden bad medlemmar av Kuroda-klanen vid den. År 1920 flyttades helgedomen till Asō, dess nuvarande plats, och 1931 utnämndes den till kensha. År 1995 bytte den namn från det tidigare Tobata-hachimangū till Tobihata-hachimangū.

## Festival
Under fredagen, lördagen och söndagen den fjärde veckan i juli varje år hålls här, samt i de närliggande helgedomarna Sugawara-jinja och Nakahara-hachimangū festivalen Tobata Gion Yamagasa. Enligt Chikuzen-provensens senare Fudoki har festivalen sitt ursprung i det tidiga 1800-talet, då området plågades av en farsot. Då man bad Susanoo i Tobihata-hachimangū om hjälp avtog sjukdomen, och året därpå (1803) inrättades festivalen. Tobata Gion Yamagasa klassificeras som viktigt immaterielt folkkulturellt minne.

## Galleri

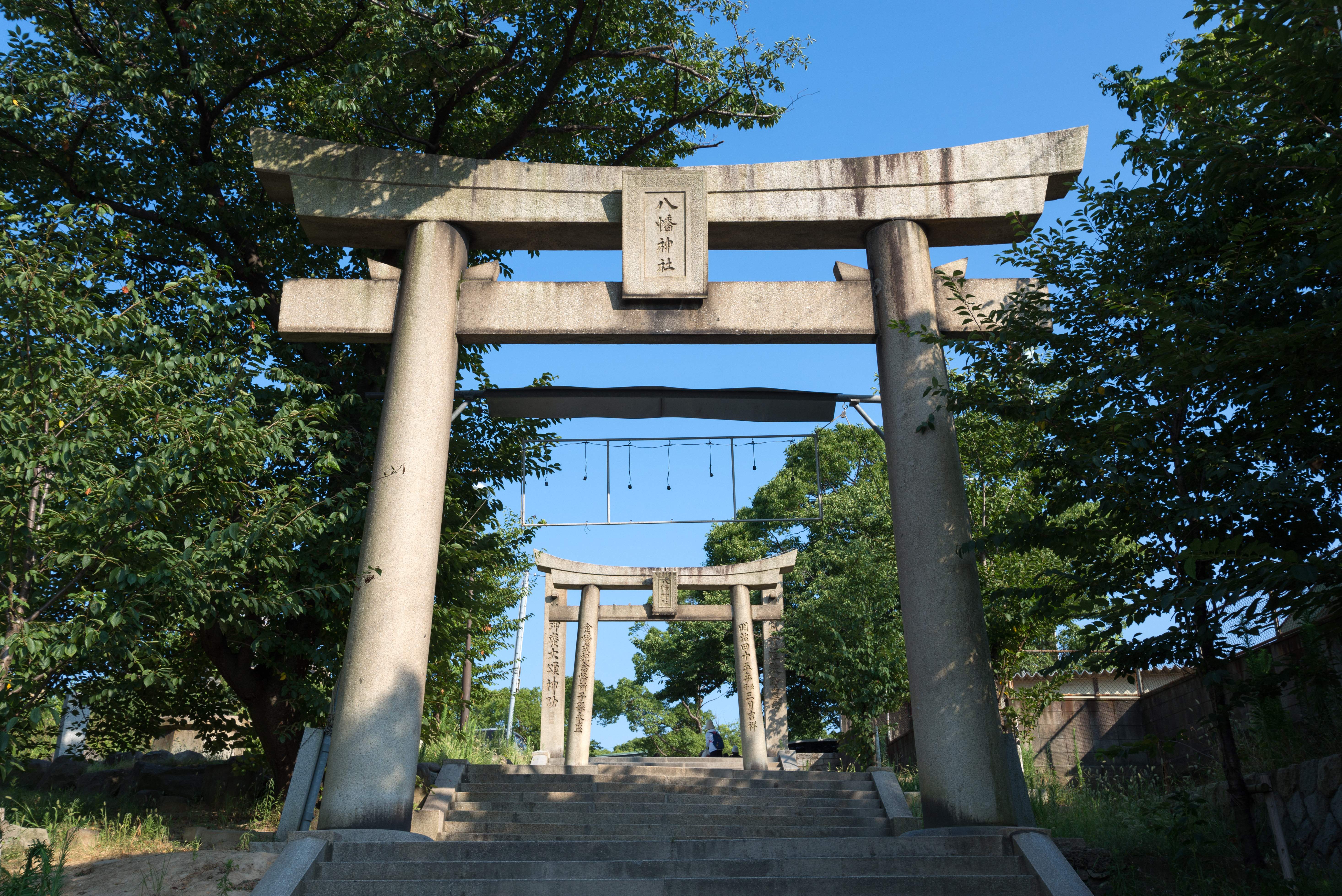
Den första toriin
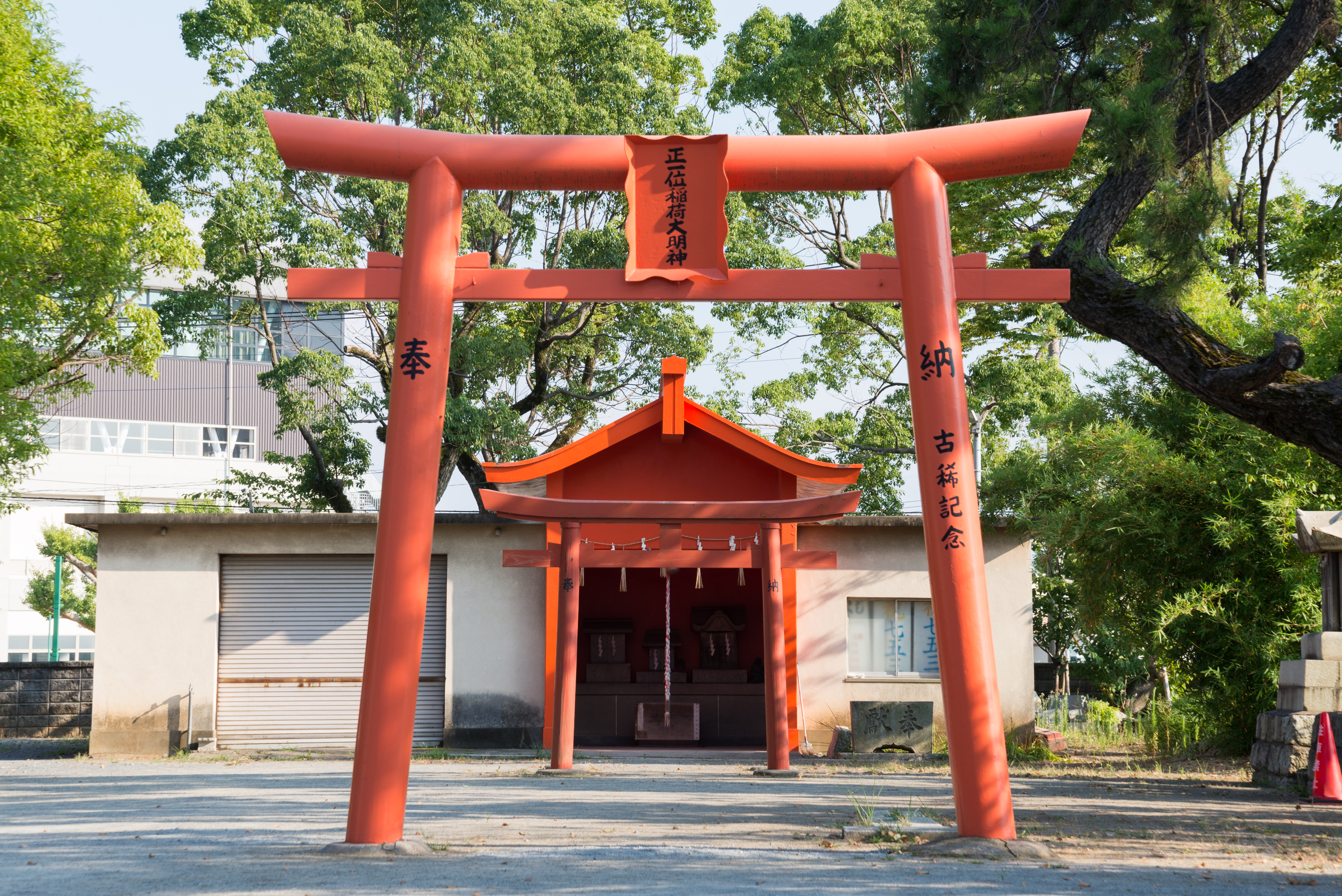
Inari-helgedom
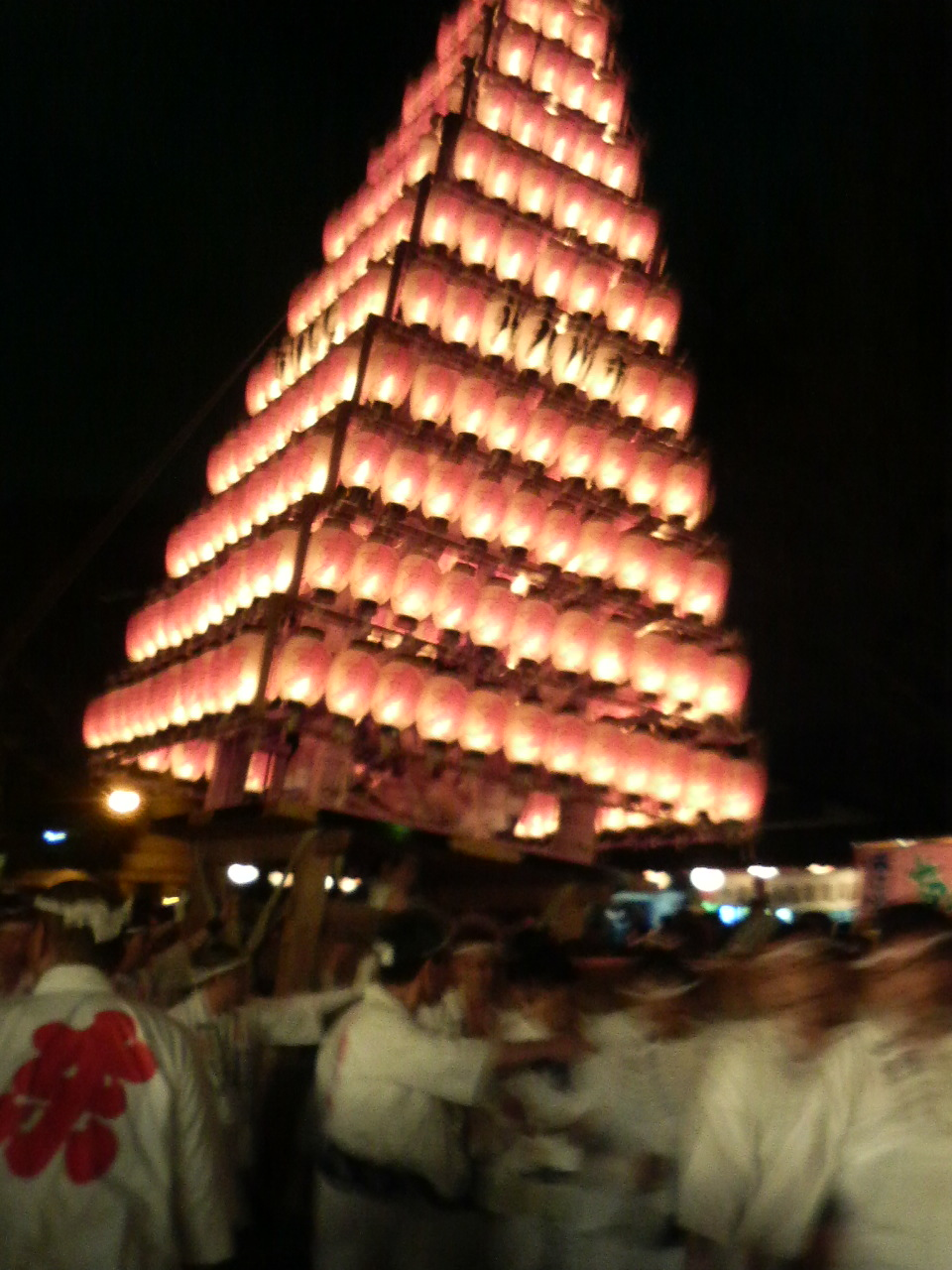
Tobata Gion Yamagasa